# Raymond de Cardaillac-Sarlabous
Raymond de Cardaillac-Sarlabous est un seigneur français qui vécut au XVIe siècle. Né vers 1520, il guerroya énormément, tout comme son frère, aux quatre coins de la France avant de revenir dans sa région natale, la Gascogne, vivre ses dernières années. 

## Biographie[1]
Raymond est né vers 1520-1525, comme son frère Corbeyran, au château de Lomné. Comme son ainé, et comme tant d'autres gentilshommes de son temps, il dut suivre jeune la carrière des armes : c'était alors le chemin le plus sûr vers la gloire. Il a fait son éducation militaire en Piémont. Il apprend les arts de la guerre sous les plus illustres capitaines de son temps, Pietro Strozzi et le duc de Guise.
Il se signale au siège et à la prise de Calais (janvier 1558). Cette dernière fut enlevée en huit jours aux anglais, elle leur appartenait depuis la guerre de Cent Ans. C'est dans cette même année (juin 1558) que se place l'épisode la plus glorieux de la vie de Raymond, le siège de Thionville et le fameux assaut de la Tour-aux-Puces. Le récit pittoresque qu'en a fait Monluc dans ses Commentaires l'a immortalisé et Raymond a gardé dans l'histoire le surnom de héros de Thionville.
On le perd de vue durant deux ans et demi : il fut peut être à la guerre de Navarre sous Antoine de Bourbon, père d'Henri IV.
Mais dès 1561, il reparaît. Il participe au siège de Bourges (août 1562) ainsi qu'au siège de Rouen (septembre-octobre 1562), accompagné de son frère Corbeyran. Il s'y montre à la tête des arquebusiers, mais est blessé gravement au bras. «  Il est blessé, nous dit Brantôme, tandis qu'il menait des gens vaillamment, car c'était un gentil capitaine. »
Sept semaines après cet assaut de Rouen, encore tout mutilé, il est à la bataille de Dreux (décembre 1562). Il est nommé mestre de camp en Languedoc. Entre deux combats, il se marie en Bigorre avec Marguerite de Jussan, le 5 novembre 1563. En 1567, il reçoit le collier de l'Ordre. En février 1568 il assiège Bollène dans le Comtat Venaissin. Dans cette même année on le trouve à Béziers, en Bigorre où il harangue les États du pays et rétablit l'ordre, en Saintonge au siège de Mirebeau.
En 1567, il descend en Périgord et est blessé de nouveau au siège de Mussidan. Cette même année, il sert avec Monluc en Gascogne et va jusqu’à Tarbes. Il remonte ensuite vers le Nord, juste pour prendre part à la bataille de Moncontour.
En avril 1570, il est nommé gouverneur d'Aigues-Mortes. Mais, à la différence de son frère, il paraît attiré par le pays natal : il revient souvent en Bigorre et y passe deux années entières, en 1578 et 1579. En 1585, il est nommé sénéchal de Bigorre.
En juillet 1587, tout vieux qu'il est, il est nommé gouverneur de Chartres. De là, il va de temps en temps en Normandie voir son neveu, le fils de Corbeyran. Il rentre ensuite en Gascogne, fonde le monastère des Minimes de Tournay et meurt à la fin de 1592.